# 果園鎮區 (伊利諾伊州韋恩縣)
果園鎮區（英語：Orchard Township）是位於美國伊利諾伊州韋恩縣的一個行政鎮區。

## 地方資料
根據2010年美國人口普查的數據，果園鎮區的面積為96.00平方千米，當中陸地面積為95.50平方千米，而水域面積為0.50平方千米。當地共有人口591人，而人口密度為每平方千米6.16人。